# Mormodes speciosa
Mormodes speciosa là một loài thực vật có hoa trong họ Lan. Loài này được Linden ex Lindl. & Paxton mô tả khoa học đầu tiên năm 1853.